# Guerre khoikhoi-olandesi
La guerre khoikhoi-olandesi furono una serie di scontri che si ebbero tra il 1659 ed il 1660 e nuovamente tra il 1673 ed il 1677 tra il popolo Khoi, abitante nell'odierno Sudafrica, e gli uomini della Compagnia olandese delle Indie orientali che cercavano di stabilire in Africa meridionale un avamposto coloniale. In un primo momento gli olandesi cercarono di commerciare coi Khoikhoi, ad ogni modo gli indigeni difesero strenuamente la loro proprietà contro l'ingerenza dei coloni olandesi. Questo portò ad una serie di attacchi e contro-attacchi da ambo le parti che si conclusero con la sconfitta infine dei nativi Khoikhoi. La prima guerra khoikhoi-olandese ebbe luogo tra il 1659 ed il 1660, e la seconda scoppiò tra il 1673 ed il 1677.

## La prima guerra khoikhoi-olandese

### L'inizio della guerra
L'arrivo della Compagnia olandese delle Indie orientali in territorio sudafricano rese da subito molto complesse le relazioni tra i Khoisan locali e gli olandesi. Il capo Hessequa Khoisan aprì al commercio con gli olandesi in un primo momento, sperando di ricavarne buoni profitti per la propria gente. L'estendersi del commercio olandese, ad ogni modo, portò dal punto di vista dei khoisan ad un'eccessiva infiltrazione degli olandesi nelle loro terre. Gli olandesi, infatti, iniziarono a distruggere le terre utilizzate dai khoisan per le loro coltivazioni stagionali, costringendo così i khoisan a cercare nuove risorse o a razionare quelle esistenti. Il popolo nomade dei khoikhoi si adirò particolarmente quando ritornò dalla Montagna della Tavola con le proprie mucche al pascolo verso le terre da coltivare, in quanto vi trovò gli europei che le occupavano e le sfruttavano indebitamente. Il loro capo Doman viveva all'epoca al Fort de Goede Hoop. Una notte Doman lasciò il forte e si unì alla sua tribù per risolvere la situazione, anche perché vi erano stati dei furti di parti di mandrie che i locali attribuivano agli olandesi. Nel 1659 i contadini protestarono contro i continui furti e chiesero un incontri urgente con il rappresentante olandese locale, Jan van Riebeeck. Il consiglio, composto da rappresentanti della Compagnia olandese delle Indie orientali e da cittadini locali, trovò subito un piano di scontro con i contadini locali. La Compagnia non era favorevole alla guerra e i cittadini ci tennero a chiarire che il loro unico desiderio era quello di vivere in pace e commerciare coi nativi, ma questa situazione di reciproche accuse era divenuta intollerabile. Ad ogni modo gli olandesi dichiararono che se non vi era soluzione alla problematica, la guerra sarebbe stata l'unica via percorribile.

### La risposta dei locali
Mentre si svolgeva il consiglio, gli uomini di Doman presero l'iniziativa di attaccare una fattoria olandese ed i uccidere il mandriano locale, un ragazzo di nome Simon Janssen. La notizia dell'attacco raggiunse il forte poco dopo e il panico si sviluppò immediatamente. Il clan Khoisan chiese immediatamente agli Strandloper che vivevano presso il forte di allontanarsi verso la valle della Tavola per il timore di venire coinvolti nello scontro. I cittadini che furono in grado di difendersi, si portarono verso il forte, mentre le guardie di stanza si impegnarono a proteggere le famiglie locali. Altri soldati giunsero via nave e vennero eretti degli avamposti militari ai confini dell'abitato olandese. Il clan di Doman continuava ad ogni modo a resistere.
Jan van Riebeeck decise di prendere l'iniziativa di costruire ulteriori ridotti difensivi, rafforzando quelli esistenti e organizzando ronde di sentinelle ai confini dell'area del forte.

### Il coinvolgimento dei khoisan
Durante la guerra si scatenò una malattia particolarmente virulenta tra le mucche che andò a colpire quattro capi su cinque. I locali iniziarono un periodo di preghiere ogni venerdì perché la situazione migliorasse e anche la vittoria nella guerra stesse dalla loro parte. Un'altra tribù khoisan, sotto la guida di Oedasoa, che pure era in guerra con la tribù di Doman, offrì la propria alleanza agli olandesi. Il consiglio di guerra olandese decise di accettare l'alleanza di Oedasoa, ma non di accettarne il sostegno militare diretto in quanto sentito come non necessario e costoso. L'arrivo di 105 altri soldati europei rafforzò notevolmente la guarnigione del Capo di Buona Speranza. Con questi uomini ulteriori, gli olandesi compirono una serie di spedizioni che però non ebbero grande successo. Gli olandesi si avvalsero del sostegno di Harry, il capo della tribù degli Strandloper, il quale fornì anche delle informazioni sui Doman.

### Le schermaglie
In diverse occasioni si ebbe una guerriglia tra le sentinelle di Doman e gli olandesi, nella quale ad ogni modo i nativi locali vennero sconfitti, in gran parte per il notevole vantaggio fornito agli olandesi dalle loro armi più avanzate. Durante uno scontro in particolare, Doman venne ferito e i suoi uomini si dispersero nell'area. Dopo la fine del conflitto, la tribù degli Strandloper tornò a risiedere attorno al forte dove viveva in precedenza.

### Il trattato di pace
Il 6 aprile 1660 Doman ed il suo seguito giunsero al forte e conclusero un trattato di pace con gli olandesi. Entrambe le parti si accordarono per non farsi più la guerra e vennero stabilite nel contempo delle aree di territorio destinate ai khoikhoi e altre destinate agli olandesi per il pascolo degli armenti. Venne inoltre dichiarato che i cittadini della Compagnia che avessero legittimamente acquistato della terra non avrebbero dovuto essere minacciati dai nativi.

## La seconda guerra khoikhoi-olandese

### L'inizio della guerra
Nel 1672 un gruppo di esploratori commerciali olandesi scoprirono che le tribù Chainouqua e Cochoqua erano in guerra tra loro. Nel novembre del 1672 il governatore della fortezza del Capo di Buona Speranza inviò tre cacciatori a reperire carne presso il Kasteel di Riebeek ma al loro arrivo vennero aggrediti e derubati da una banda di Gonnema. Gonnema, capo dei Cochoquas, era solito saccheggiare i vicini campi dei khoisan, principalmente per il fatto perché quest'ultimo clan era solito commerciale con i suoi nemici, i Chainouquas. Nel giugno del 1673 il governatore inviò un altro gruppo di nove cacciatori con due carri, ma questi vennero circondati e fatti prigionieri dai Cochoquas che li mantennero in prigionia per diversi giorni ed infine li uccisero in un luogo chiamato Moordkuil.

### L'attacco dei Cochoquas alla baia di Saldanha
I Cochoquas, noti commercianti, giunsero all'avamposto della compagnia presso la baia di Saldanha il 6 luglio 1673 e lo attaccarono, uccidendo quattro soldati che vi si trovavano all'interno e saccheggiando in seguito la struttura. Solo un soldato riuscì a fuggire.

### La risposta degli olandesi
Dopo aver saputo della notizia di questi attacchi, gli olandesi si risolsero ad inviare dei soldati contro i Cochoquas. Un gruppo guidato da Hieronymus Cruse e composto da 36 cittadini armati e 36 soldati regolari si portò nell'area dei Ventiquattro Fiumi. Giunsero per rinforzo diciotto cavalieri sotto la guida di Elbert Diemer alcuni giorni dopo.
Le forze combinate dei coloni marciarono nell'area sino a quando non scorsero un insediamento dei Cochoqua tra le montagne il 18 luglio. Quando giunsero sul posto, ad ogni modo, gli olandesi lo trovarono completamente abbandonato, ma vi scoprirono diversi beni appartenuti ai cacciatori rapiti ed assassinati in precedenza. Il giorno successivo gli olandesi scoprirono che i nativi si erano rifugiati altrove, lasciando dietro la loro mandria di animali, che Hieronymus Cruse catturò e riportò al forte.
Quando le forze si accamparono per la notte, i Cochoquas si mobilitarono nel tentativo di riprendere i loro animali ed attaccarono gli olandesi uccidendo un cittadino e due cavalli, mentre dodici furono i Cochoquas mortalmente feriti.

### L'alleanza dei Chainouqua con gli olandesi
I Chainouquas, già in guerra coi Cochoquas, si allearono quindi con gli olandesi. Il 20 agosto i Chainouquas con più di un centinaio di guerrieri giunsero al forte con quattro prigionieri della tribù di Gonnema che portarono presso il governatore perché li giudicasse. Riconosciuti colpevoli della partecipazione all'assassinio dei cittadini, vennero condannati a morte e la sentenza venne eseguita dai Chainouquas.
La guerra venne sospesa per mesi a causa di una nuova epidemia che era scoppiata tra la popolazione dei khoisan. Il 24 marzo 1674 i Chainouquas riportarono che le loro spie avevano identificato l'accampamento di Gonnema presso il fiume Little Berg e si decise di inviare un contingente misto per fronteggiarli. 50 cittadini al comando di Wouter Moster, 400 guerrieri Chainouquas al comando dei capitani Klaas, Koopman, Schaecher e Kuiper, e 50 soldati olandesi al comando di Cruse, si lanciarono contro i nemici comuni.
I Cochoquas avevano ad ogni modo anticipato le mosse del nemico, e quando l'esercito giunse sul posto lo trovò abbandonato, con una mandria di quasi 800 mucche e 400 pecore. Le spoglie di guerra vennero divise tra i soldati della Compagnia.

### L'offensiva dei Cochoqua del 1675
Nel novembre del 1675, Gonnema guidò un attacco a sorpresa a Tigerberg dove i Chainouquas tenevano le loro mucche e molti mandriani vennero uccisi, e buona parte degli animali derubati. Nel corso dello scontro, quindici Cochoquas vennero uccisi. Quando i rinforzi giunsero sul posto, Gonnema era già fuggito sui monti.

### La controffensiva olandese-chainouqua del 1676
Nel 1676 il consiglio di guerra olandes edecise di inviare una nuova spedizione militare al comando del tenente Cruse alla ricerca dei Cochoquas, con 15 soldati, 23 cavalieri, 50 cittadini armati e una grossa armata di Chainouquas. Questi non furono in grado di individuare l'insediamento dei Cochoquas e per questo venne deciso di inviare presso Gonnema una spia di nome Jacob, la quale tornò con la notizia che i Cochoquas erano in guerra con un'altra tribù khoisan chiamata Namaquas e coi Chariguriquas e che difficilmente avrebbero ripreso la guerra in quel momento.

### Il trattato di pace del 1677
L'8 giugno 1677 dei messaggeri Cochoqua giunsero al forte di Buona Speranza per iniziare dei negoziati di pace che gli olandesi accolsero con favore. Il 24 giugno una delegazione di aristocratici Cochoquas giunsero al forte con nove mucche per negoziare la pace. Venne stabilito di restaurare le relazioni commerciali tra i Cochoqua e la Compagnia olandese delle Indie orientali con un tributo annuo agli olandesi di 30 mucche ogni anno e con la restituzione delle navi della Compagnia. Si impegnarono inoltre a non guerreggiare più reciprocamente.

## Conclusione
Alcuni studiosi moderni hanno osservato che la superiore abilità e i mezzi a disposizione degli olandesi non furono l'unico motivo per cui gli olandesi riuscirono a sottomettere i khoikhoi:
La scomparsa di queste popolazioni può essere attribuita ai conflitti scoppiati tra i khoikhoi e gli olandesi, ma anche al mutamento della società locale che con l'arrivo degli europei non poté più perseguire un tipo di attività basata sulla caccia che non si fondasse sulla proprietà terriera. Un altro contributo alla disgregazione della società dei khoisan fu la mancanza proprio di una struttura sociale solida, una straordinaria e naturale propensione ad aggregarsi alla cultura degli europei, sia per convenienza sia per tendenza. Il popolo khoisan era diffuso in tutta la porzione meridionale dell'Africa, occupando l'area assieme ai bantu. La perdita dell'influenza politica dei khoisan nella loro stessa terra portò anche al declino della lingua khoisan. La conclusione ultima delle guerre khoikhoi-olandesi fu proprio la decadenza della cultura khoisan che venne completamente spazzata via, come pure la loro identità culturale.